# Provinciale Wetgevende Macht van Mpumalanga
De Provinciale Wetgevende Macht van Mpumalanga (Engels: Provincial Legislature of Mpumalanga; Afrikaans: Mpumalanga provinsiale wetgewer; Zoeloe: IsiShayamthetho Sifundazwe saseMpumalanga) is de volksvertegenwoordiging van de Zuid-Afrikaanse provincie Mpumalanga. Van 1994 tot 1995 droeg de volksvertegenwoordiging de naam Wetgevende Macht van Oost-Transvaal.
De Provinciale Wetgevende Macht van Mpumalanga telt 30 leden die worden gekozen voor de duur van vijf jaar. Verkiezingen vinden tegelijkertijd plaats met de landelijke parlementsverkiezingen. De grootste partij (2019) is het Afrikaans Nationaal Congres (ANC) met 22 zetels, gevolgd door de Economische Vrijheidsstrijders (EFF) met 4 zetels. De Democratische Alliantie (DA) heeft 3 zetels en het Vrijheidsfront Plus (FF+) 1 zetel. Voorzitter van de Provinciale Wetgevende Macht is Makhosazane Masilela (ANC).
Uit het midden van de Provinciale Wetgevende Macht wordt een premier gekozen die een regering (Uitvoerende Macht) samenstelt uit leden van het parlement. De regering wordt gevormd door het ANC.
De Provinciale Wetgevende Macht van Mpumalanga zetelt aan de Private Bag X11289, Mbombela, 1200.

## Zetelverdeling

Zetelverdeling na de verkiezingen van 2019.

## Lijst van voorzitters
| Naam                                  | Termijn      | Partij |
| ------------------------------------- | ------------ | ------ |
| Elias Nicodemus "Mbalekelwa" Ginindza | 1994 – 1998  | ANC    |
| Sipho William Lubisi                  | 1998 – 2004  | ANC    |
| Yvonne Nkwenkwezi "Pinky" Phosa       | 2004 – 2009  | ANC    |
| Jackson Mphikwa Mthembu               | 2009         | ANC    |
| Sipho William Lubisi                  | 2009 – 2014  | ANC    |
| Blessing Thandi Shongwe               | 2014 – 2018  | ANC    |
| Violet Sizani Siwela                  | 2018 – 2019  | ANC    |
| Busi Shiba                            | 2019 – 2021  | ANC    |
| Makhosazane Masilela                  | 2021 – heden | ANC    |